# Francesco Buti
Francesco Buti fue un poeta y libretista italiano nacido en Narni en 1604 y fallecido en esa misma ciudad el 15 de junio de 1682.

## Trayectoria
Abad y doctor de la ley, fue secretario en Roma del cardenal Antonio Barberini, sobrino del Papa Urbano VIII, por lo que en 1645 emigró a Francia con la familia Barberini, cuando ésta cayó en desgracia después de la elección para el papado de Inocencio X.
Establecido en París, se convirtió en el hombre de confianza del cardenal Julio Mazarino y tomó la tarea de organizar las festividades y supervisar las actuaciones de su corte.
Hizo llegar a la capital francesa a los músicos Luigi Rossi, Francesco Cavalli, y Carlo Caprioli, para el que escribió los libretos de tres de las obras más importantes de esos años en París: Orfeo (1647), Le nozze di Teti e Peleo (1654) y Ercole amante (1662) respectivamente.
También escribió la letra de algunos ballets de Jean-Baptiste Lully (L'Amour Malade, el Ballet de la impaciencia).